# Teucholabis brevisetosa
Teucholabis brevisetosa är en tvåvingeart som beskrevs av Alexander 1941. Teucholabis brevisetosa ingår i släktet Teucholabis och familjen småharkrankar.
Artens utbredningsområde är Peru. Inga underarter finns listade i Catalogue of Life.